# Кириченко, Раиса Афанасьевна

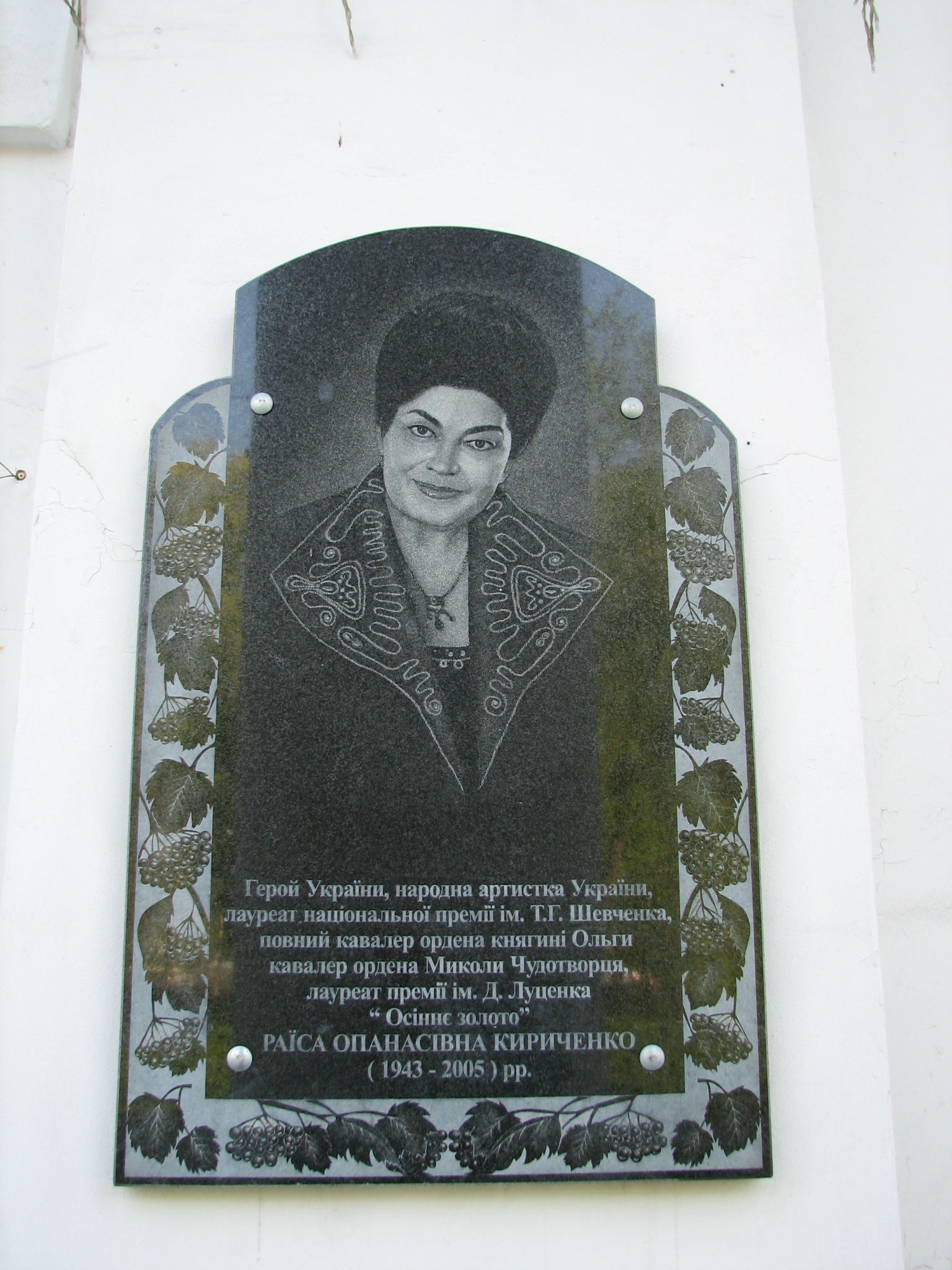
Мемориальная доска на доме Малой академии искусств в Полтаве

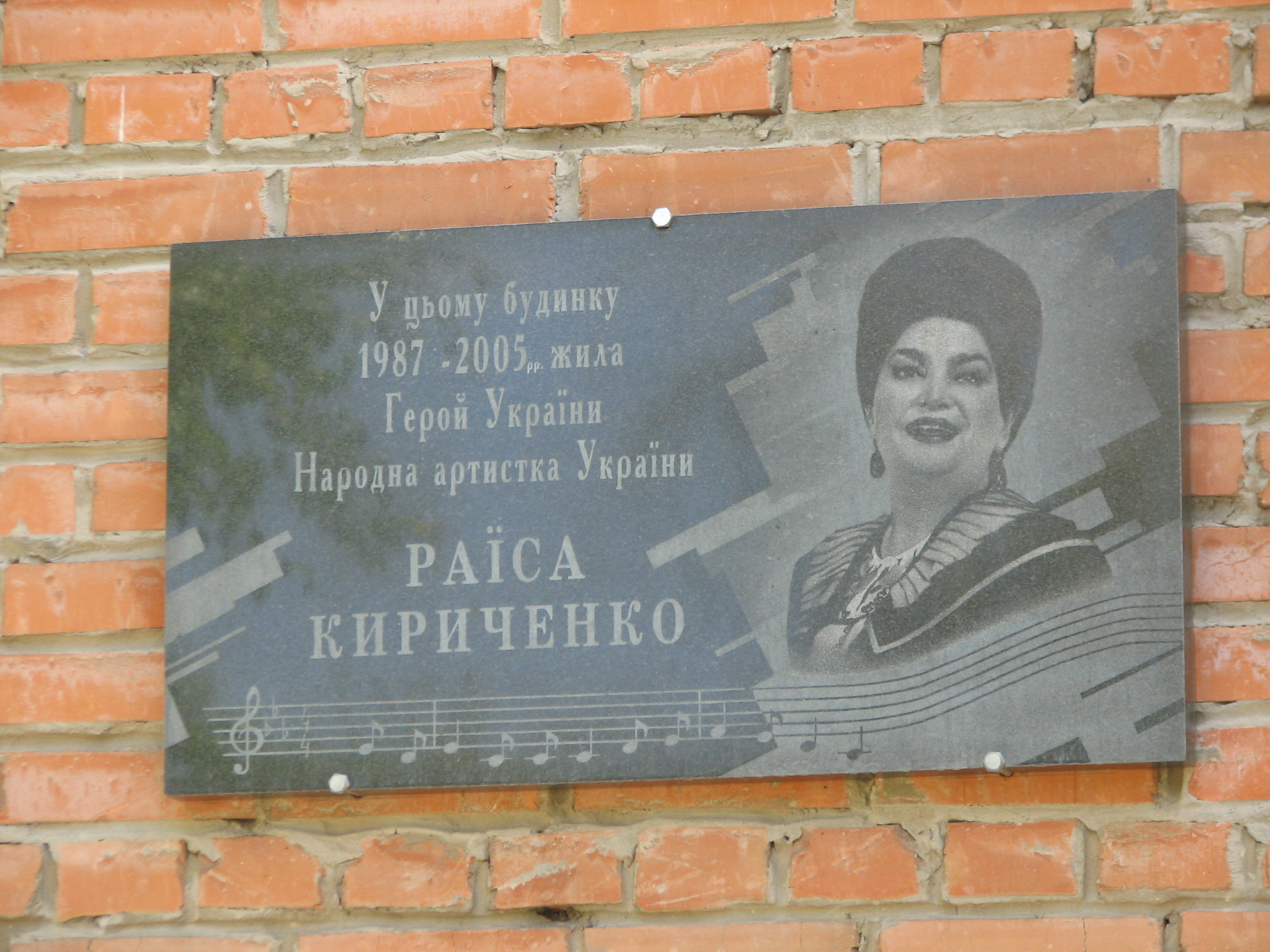
Мемориальная доска на доме в Полтаве, где жила Кириченко

Раиса Афанасьевна Кириченко (укр. Раїса Опанасівна Кириченко; 14 октября 1943 — 9 февраля 2005) — украинская певица. Народная артистка Украинской ССР (1979). Герой Украины (2003).

## Рождение и детство
Родилась 14 октября 1943 года в селе Корещина Глобинского района Полтавской области в семье фронтовика Панаса Коржа и его жены Марии.

## Карьера, творческая деятельность
Первую певческую практику Раиса Кириченко прошла в местной школе, в общественной жизни которой принимала активное участие. После окончания семи классов этой школы Раиса Афанасьевна пошла работать на ферму, где убирала пару бычков, доила коров и пела (на ферме девушки создали хор доярок). Красивая, статная, поющая девушка привлекла внимание профессионального музыканта Павла Оченаша, а праздник песни в селе Великие Крынки стало для Раи Корж отправной точкой в мир искусства.
Работала в колхозе, потом на Кременчугском автозаводе контролером, где заочно окончила десятилетку. Не получила специального музыкального образования (окончила Харьковский институт искусств только в 1989).
В январе 1961 году певица становится солисткой народного хора Кременчугского автозавода под руководством Павла Фёдоровича Оченаша. Уже с июня 1962 г. работает в профессиональном коллективе — Полтавском женскому хоровому театрализованном ансамбли «Веселка», концертмейстером которого был Николай Михайлович Кириченко. В этом же году произошла трагедия — ушёл из жизни отец певицы.
В ноябре 1962 г. Раиса Афанасьевна переезжает на работу в вокально-хореографического ансамбля «Ленок» при Житомирской филармонии. 15 декабря 1963 г. вышла замуж за баяниста Николая Кириченко.
В мае 1967 г. становится солисткой вокально-хореографического ансамбля «Веснянка» Херсонской филармонии, а уже с января 1968 г. — солисткой Черкасского народного хора. Кириченко следовала наставлениям матери: «…не пой песни, которые ни о чём. Выбирай те, что проникают в человеческую душу!»
Работа в Черкассах набирала обороты, записывалось много песен. Имея уже солидный сценический опыт, певица организовала свой ансамбль «Калина». В 1983 году в Черкассах для неё был создан — гораздо более компактный чем хор — фолк-ВИА «Росава» (руководитель М. Петрина). Работала одновременно с национальным оркестром народных инструментов под управлением Виктора Гуцала, эстрадно — симфоническим оркестром радио и телевидения с духовым оркестром (выступала в Киеве, Крыму, по всей Украине, Белоруссии).
Её песни — «Мамина вишня» (А. Пашкевича, Д. Луценко), «Світи нам, матінко» (А. Билаша, Т. Голобородько), «Стежина до мами» (Н. Свидюка, Н. Коломиец), «Дорога до матері» (А. Злотника, В. Крищенко) пользовались большой популярностью. Выступала в Алжире, Тунисе, на Филиппинах, в Монголии, Австралии, Канаде, а также в штаб-квартире ООН.
Из-за недоразумения с руководством ВИА «Росава» она уходит из коллектива в 1987 году. Впоследствии Ф. Т. Моргун приглашает супругов Кириченко на Полтавщину, и 27 февраля 1987 г. Раиса и Николай Кириченко вернулись из Черкасс в Полтаву, а уже в марте создали ансамбль «Чураевна» при Полтавской филармонии, в котором Раиса Кириченко была солисткой-вокалисткой; после успеха песни «Пане полковнику» в её репертуаре всё больше поп-шлягеров, она записывается в студии группы «Фристайл». В свет выходят два компакт-диска Раисы Кириченко — «Судьбы моей село» и «Цветёт черемуха». За год с концертами объездили почти всю Полтавскую область. Сотрудничала Раиса Афанасьевна с народным хором «Калина» Полтавского педагогического института им. В. Г. Короленко, которым руководит заслуженный деятель искусств Украины Григорий Левченко. Даже выпускной экзамен (закончила в 1989 г. Харьковский институт искусств им. И. П. Котляревского) составляла, дирижируя этим хором.
С сентября 1994 г. певица работала преподавателем отдела пения Полтавского музыкального училища им. М. В. Лысенко.
В 1995 году после гастролей в Канаде начали беспокоить почки. С ноября 1996 в течение четырёх месяцев проходила курс лечения в Германии. 12 июня 1998 года на Украине певице пересадили донорскую почку.
По ходатайству и участии Раисы Кириченко в Корещине была построена церковь Покрова Пресвятой Богородицы (2002), реставрирован клуб, открыт детский сад в селе Землянки. В отремонтированном помещении стала действовать местная полная средняя школа им. народной артистки Украины Р. А. Кириченко. В школе заработал и музыкальный класс, а супруги Кириченко подарили музыкальные инструменты. Для всех свершилось ещё одно желание — газификация домов, школы.

## Последние годы, смерть и память
После долгой болезни, в 2000 году певица перебралась в Киев. 31 октября 2003 года Указом президента Украины «за выдающийся личный вклад в деле сохранения и приумножения национального песенного наследия, многолетнюю творческую деятельность» Раисе Кириченко присвоено звание Герой Украины с вручением ордена Державы.
9 февраля 2005 года Раиса Афанасьевна умерла из-за болезни сердца на 62-м году жизни. По завещанию похоронена рядом с матерью в с. Корещина Глобинского района Полтавской области. Николай Кириченко пережил жену на восемь лет и был похоронен там же.
В Полтавском государственном педагогическом университете имени В. Г. Короленко при участии Владимира Пащенко, Николай Ляпаненко и Алексея Чухрая открыт музей Раисы Кириченко.

## Хронология карьеры
- 1962−1968 — солистка Полтавской, Житомирской, Херсонской филармоний.
- 1968−1983 — солистка Черкасского народного хора.
- 1983−1985 — солистка Черкасской филармонии.
- С 1987 года — солистка Полтавской филармонии.
- С 1987 года работала с собственной группой «Чураївна».
- Член Комитета Национальных премий Украины им. Т. Шевченко (сентябрь 1999 — октябрь 2001).

## Награды и звания
- Герой Украины (31.10.2003 — за выдающийся личный вклад в сохранение и обогащение украинской национальной песенного наследия, многолетнюю плодотворную творческую деятельность).
- Награждена орденами княгини Ольги III степени (03.1998)[4], II степени (03.1999)[5] и I степени (03.2001)[6].
- Лауреат Государственной премии Украины им. Т. Шевченко (1986).
- Заслуженный артист Украинской ССР (1973).
- Народный артист Украинской ССР (1979).